# Кубок полноправных членов 1986/1987
Кубок полноправных членов 1986/87 — 2-й розыгрыш турнира под названием «Кубок полноправных членов». Соревнование проводилось по олимпийской системе среди 30 команд из Первого и Второго дивизионов Футбольной лиги, первого и второго уровней английского футбола.
Формат соревнования по сравнению с предыдущим розыгрышем стал проводиться исключительно по системе плей-офф, а финал прошёл на нейтральном стадионе «Уэмбли». 14 команд представляли Первый, а 16 Второй дивизион.

## Первый раунд
| Домашняя команда         | Счёт | Выездная команда     | Дата             |
| ------------------------ | ---- | -------------------- | ---------------- |
| Хаддерсфилд Таун         | 1:2  | Блэкберн Роверс      | 16 сентября 1986 |
| Ипсвич Таун              | 3:2  | Плимут Аргайл        | 16 сентября 1986 |
| Олдем Атлетик            | 0:1  | Дерби Каунти         | 16 сентября 1986 |
| Портсмут                 | 4:0  | Кристал Пэлас        | 16 сентября 1986 |
| Сандерленд               | 1:1  | Барнсли              | 16 сентября 1986 |
| Сток Сити                | 1:2  | Шеффилд Юнайтед      | 30 сентября 1986 |
| Брайтон энд Хоув Альбион | 0:3  | Бирмингем Сити       | 1 октября 1986   |
| Лидс Юнайтед             | 0:1  | Брэдфорд Сити        | 1 октября 1986   |
| Гримсби Таун             | 1:3  | Халл Сити            | 21 октября 1986  |
| Миллуолл                 | 2:0  | Вест Бромвич Альбион | 21 октября 1986  |
| Шрусбери Таун            | 1:3  | Рединг               | 4 ноября 1986    |

## Второй раунд
| Домашняя команда | Счёт | Выездная команда | Дата           |
| ---------------- | ---- | ---------------- | -------------- |
| Блэкберн Роверс  | 1:0  | Шеффилд Юнайтед  | 4 ноября 1986  |
| Брэдфорд Сити    | 3:2  | Сандерленд       | 4 ноября 1986  |
| Чарльтон Атлетик | 3:2  | Бирмингем Сити   | 4 ноября 1986  |
| Манчестер Сити   | 3:1  | Уимблдон         | 4 ноября 1986  |
| Норвич Сити      | 2:1  | Ковентри Сити    | 4 ноября 1986  |
| Портсмут         | 3:2  | Миллуолл         | 4 ноября 1986  |
| Астон Вилла      | 4:1  | Дерби Каунти     | 12 ноября 1986 |
| Рединг           | 0:2  | Ипсвич Таун      | 25 ноября 1986 |
| Саутгемптон      | 2:1  | Халл Сити        | 25 ноября 1986 |

## Третий раунд
| Домашняя команда | Счёт | Выездная команда | Дата           |
| ---------------- | ---- | ---------------- | -------------- |
| Чарльтон Атлетик | 2:0  | Брэдфорд Сити    | 25 ноября 1986 |
| Шеффилд Уэнсдей  | 0:1  | Портсмут         | 25 ноября 1986 |
| Вест Хэм Юнайтед | 1:2  | Челси            | 25 ноября 1986 |
| Манчестер Сити   | 1:0  | Уотфорд          | 26 ноября 1986 |
| Ипсвич Таун      | 1:0  | Астон Вилла      | 2 декабря 1986 |
| Эвертон          | 5:2  | Ньюкасл Юнайтед  | 3 декабря 1986 |
| Саутгемптон      | 1:2  | Норвич Сити      | 9 декабря 1986 |
| Блэкберн Роверс  | 4:3  | Оксфорд Юнайтед  | 20 января 1987 |

## Четвертьфиналы
| Домашняя команда | Счёт | Выездная команда | Дата            |
| ---------------- | ---- | ---------------- | --------------- |
| Манчестер Сити   | 2:3  | Ипсвич Таун      | 31 января 1987  |
| Норвич Сити      | 3:1  | Портсмут         | 25 февраля 1987 |
| Блэкберн Роверс  | 3:0  | Челси            | 3 марта 1987    |
| Эвертон          | 2:2  | Чарльтон Атлетик | 3 марта 1987    |

## Полуфиналы
| Домашняя команда | Счёт | Выездная команда | Дата          |
| ---------------- | ---- | ---------------- | ------------- |
| Чарльтон Атлетик | 2:1  | Норвич Сити      | 10 марта 1987 |
| Блэкберн Роверс  | 3:0  | Ипсвич Таун      | 11 марта 1987 |

## Финал
| 29 марта 1987 | Блэкберн Роверс | 1:0     | Чарльтон Атлетик | Лондон          |
| UTC+1         | Хендри 85′      | (отчёт) |                  | Стадион: Уэмбли |